# Basant Kumar Gupta
Basant Kumar Gupta es un diplomático, indio.
- En 1979 enrtró al Indian Foreign Service.
- De septiembre de 1981 a junio de 1983 fue secretario de segunda clase de embajada en París y fue responsable de la promoción de las relaciones culturales bilaterales, incluyendo festivales de cine y actuaciones de grupos culturales de la India.
- De julio de 1983 a junio de 1985 fue el primer secretario de embajada en Argel (Argelia).
- De septiembre de 1986 a junio de 1987 fue subsecretario a cargo de Bután en el Ministerio de Asuntos Exteriores (India).
- De julio de 1987 a febrero de 1992 fue oficial de Pasaporte.
- De marzo de 1992 a junio de 1995 fue cónsul en San Francisco (California).
- De julio de 1995 a mayo de 2000 fue jefé de protocolo del Ministerio de Asuntos Exteriores (India).
- De junio de 1999 a junio de 2000 fue secretario adjunto se desempeñó con la coordinación del Ministerio de Asuntos Exteriores (India) con el Parlamento de la India.
- De julio de 2000 a junio de 2003 fue Alto Comisionado en Puerto Moresby (Papúa Nueva Guinea) con comisión en las Islas Salomón y Vanuatu.
- de junio de 2003 al marzo de 2007 tenía Exequatur como Cónsul General en Hong Kong y Macao en China.
- De marzo de 2007 a junio de 2010 fue embajador en Túnez (ciudad)(Túnez).
- De junio de 2010 a abril de 2013 Servido como secretario adicional Secretario / Especial encargado de Consular, Pasaportes y asuntos de Visa en el Ministerio de Asuntos Exteriores (India).
- En mayo de 2013 fue nombrado embajador en Roma con acreditación en San Marino y representante Permanente ante la Organización de las Naciones Unidas para la Alimentación y la Agricultura, el Programa Mundial de Alimentos y el Fondo Internacional de Desarrollo Agrícola.

## Obra
- Timeless Wisdom from Ancient India.que se dedica a las antiguas escrituras indias, incluyendo el Bhagavad-Gita se remonta a más de 5000 años.
- Eternal Beauty and Infinite Joy, una introducción al Ramayana.